# Nepřikázané jednatelství
Nepřikázané jednatelství (dříve jednatelství bez příkazu) je závazek, který vznikne jako tzv. kvazikontrakt na základě zákona tehdy, pokud se někdo úmyslně vmísí do záležitostí jiné osoby, i když k tomu není oprávněn. Jde o situaci, když někdo obstará pro druhého určitou záležitost, aniž by k tomu byl povolán předchozí dohodou s danou osobou (např. příkazní smlouvou), na základě zákona či podle soudního rozhodnutí. Jestliže by totiž tak učinil se souhlasem dotčené osoby, šlo by už o jednání v rámci sjednaného kontraktu, stejně tak by nejednal protiprávně, kdyby jeho oprávnění či povinnost jednat vyplývala ze zákona nebo rozhodnutí. Od bezdůvodného obohacení se pak pravé nepřikázané jednatelství liší v tom, že nepřikazaný jednatel (gestor) vědomě nejedná ve prospěch svůj, ale ve prospěch zájmu pána věci (dominus).

## Vývoj právní úpravy
Institut nepřikázaného jednatelství pochází jako tzv. negotiorum gestio z římského práva, konkrétně z praetorského ediktu De negotiis gestis. Později bylo jako jednatelství bez příkazu upraveno v ustanoveních § 1035–1040 obecného zákoníku občanského, po roce 1950 v ustanoveních § 443–447 tzv. středního občanského zákoníku a následně až do roku 2014 v ustanoveních § 742–746 občanského zákoníku z roku 1964. Od té doby je v českém právu nepřikázané jednatelství upraveno v ustanoveních § 3006–3011 občanského zákoníku, konkrétně v jeho části čtvrté, hlavě IV, která upravuje závazky vznikající z jiných právních důvodů.

## Druhy jednatelství

### Jednatelství nutné
Znakem nutného jednatelství je nepřikázané obstarání cizí záležitosti za účelem odvrácení škody (§ 3007 OZ), případně záchrany cizí věci od její ztráty či zničení (§ 3008 OZ). Ospravedlnění nutného jednatelství zde vyplývá z předpokládaného zájmu dotčené osoby na odvrácení škody. Chybí-li ovšem úmysl takto jednat v cizí prospěch, nejde o nepřikázané jednatelství, ale o např. o upotřebení cizí věci k odvrácení škody (§ 3014 OZ). Škoda nicméně musí hrozit bezprostředně a nevyhnutelně, nelze tedy včas získat souhlas k jejímu odvrácení a bez jednání nepřikázaného jednatele by za přirozeného běhu věcí zcela jistě nastala, jinak by mohlo jít nejvýše o užitečné jednatelství.

### Jednatelství užitečné a neužitečné
O užitečné jednatelství půjde tehdy, kdy je cizí záležitost vykonána sice opět bez souhlasu pána věci nebo jiného právem uznaného důvodu, ale k jeho převážnému užitku (§ 3009 odst. 1 OZ). Zda nepřikázaný jednatel jednal k užitku jiného, se posuzuje subjektivně s ohledem na pochopitelné zájmy a záměry pána věci, aby byl kompenzován zásah do jeho záležitostí. Užitek se tedy chápe spíše kvalitativně, např. náklady na údržbu věci spojené s jinak užitečným ziskem mohou pro pána věci znamenat celkový neprospěch. Důkazní břemeno zde nese nepřikázaný jednatel, přičemž nebude-li užitek převážný, půjde už z jeho strany o jednatelství neužitečné (§ 3009 odst. 2 OZ).

### Jednatelství nedovolené
Nepřikázaný jednatel má povinnost pokusit se – pokud je to možné – získat souhlas pána věci. Pokud by jeho souhlas k jednání dostal, už by se nejednalo o nepřikázané jednatelství, ale o jednání v rámci takto vzniklé smlouvy. A jestliže by jednatel úmyslně obstaral cizí záležitost v rozporu s výslovným zákazem dotčené osoby, příp. se její souhlas vůbec nepokusil získat, ačkoli tuto možnost reálně měl (nešlo by tedy o případy užitečného či nutného jednatelství), konal by oproti klasickému nepřikázanému jednatelství nedovoleně. Důsledkem by ovšem byl civilní delikt, který s sebou obvykle nese povinnost k náhradě škody.

## Následky nepřikázaného jednatelství
Nepřikázaný jednatel koná svévolně a porušuje autonomii vůle dotčené osoby, pokud jedná vědomě. Protože tak však často jedná altruisticky, ve prospěch cizí osoby, rozlišují se následky podle toho, o jaký druh jednatelství jde.
V případě odvracení škody má nepřikázaný jednatel nárok na náhradu účelně vynaložených nákladů, a to i když se bez jeho zavinění nedostaví očekávaný výsledek. Kromě toho může žádat sám náhradu škody, které mu tím vznikla, ovšem jen do výše přiměřené k odvrácené škodě (§ 2908 OZ). Náhrada účelně vynaložených nákladů a k tomu navíc i přiměřená odměna mu náleží také tehdy, pokud zachrání cizí věc od nevyhnutelné zkázy nebo ztráty. Odměna je ale také limitována, nejvýše může jít o desetinu ceny věci. Vlastník věci je zde povinnosti k úhradě zbaven jedině, pokud nepožaduje zachráněnou věc nazpět, případně pokud povinnost k její záchraně vyplývá kupř. ze zákona či smlouvy, protože pak nejde o případ nepřikázaného jednatelství.
Naopak jestliže se jednatel ujme jiné záležitosti ve prospěch druhého, může žádat náhradu účelně vynaložených nákladů jen tehdy, pokud danou záležitost zařídil k jeho převážnému užitku. Jde-li tedy o jednatelství neužitečné, nemá nejen právo na náhradu svých nákladů, ale pán věci může po nepřikázaném jednateli požadovat uvedení věci do předešlého stavu, a není-li to dobře možné, může po něm žádat náhradu vzniklé škody (a to jak skutečnou škodu, tak případný ušlý zisk). Nepřikázaný jednatel má v takových případech a v případech nedovoleného jednatelství pouze tzv. ius tollendi (§ 3011 OZ), tedy právo vzít si to, co sám na své náklady pořídil. Nesmí tím však pánovi věci způsobit újmu, musí to být možné a nesmí se tím zhoršit podstata věci nebo nepřiměřeně ztížit její užívání.
Kromě toho má nepřikázaný jednatel vůči pánovi věci povinnost dovést celou záležitost až do konce (ledaže by šlo o nedovolené nebo neužitečné jednatelství), převést na něj všechny užitky, plody a zisky a provést vyúčtování. To je důležité jak jako informační podklad pro jeho případné právo na náhradu účelně vynaložených nákladů, tak i ve vztahu ke třetím osobám. Institut nepřikázaného jednatelství totiž jinak upravuje jen vzájemná práva a povinnosti jednatele a pána věci, vůči jiným dotčeným subjektům se může obdobně uplatnit jen institut překročení zástupčího oprávnění např. na základě plné moci (§ 440 OZ).